# Hansabrücke
Die Hansabrücke ist eine Straßenbrücke zur Überquerung der Spree am Kilometer 11,53 der Spree-Oder-Wasserstraße in Berlin. Das heutige dritte Bauwerk dieses Namens hat seinen Ursprung in einer 1892 privat gebauten hölzernen Jochbrücke.

## Lage
Die Brücke befindet sich im Hansaviertel, sie verbindet die Levetzowstraße mit der Altonaer Straße und damit die Ortsteile Hansaviertel und Moabit über die Spree. Im nordwestlichen Bereich besitzt sie Anschlüsse an die Straßen Hansa-Ufer und Bundesratufer, im südöstlichen Teil überbrückt sie das Schleswiger Ufer und führt bis an die Kreuzung mit der Bachstraße. Die nördlichen Uferstraßen gelten als Teil eines Spreewanderweges.

## Geschichte
Ein privater Bauherr ließ zwischen 1892 und 1894 eine elfjochige Holzbrücke über die Spree und die Ladestraße am Schleswiger Ufer errichten. Bei der Fertigstellung wurde sie Altonaer Brücke nach der auf sie zuführenden Straße genannt. Weil gleichzeitig eine intensive Bebauung der angrenzenden Flächen im Bereich Moabit erfolgte und der entstehende Wohnkomplex Neues Hansaviertel genannt wurde, erhielt die Verbindungsbrücke 1895 den Namen Hansabrücke. Die Jochbrücke mit Schiffsdurchfahrtsklappen genügte zu Beginn des 20. Jahrhunderts den gestiegenen Verkehrsanforderungen nicht mehr, sodass ein neues Bauwerk in Auftrag gegeben wurde. Der Architekt Bruno Möhring, der Bauingenieur Friedrich Krause und der Bildhauer Walter Schmarje lieferten die Pläne für eine neue steinerne Brücke, deren Konstruktion und Aussehen weitgehend der Lessingbrücke entsprach. Weil der Fluss an dem etwas oberhalb der alten Holzbrücke gewählten neuen Standort relativ schmal war, erhielt die neue Hansabrücke aber nur einen Gewölbebogen von 50 Meter Spannweite. Blickpunkt der Konstruktion war ein in Fachwerkbauweise ausgeführtes dreigeschossiges Brückenhäuschen nach dem Vorbild hanseatischer Giebelhäuser. Hier hatte ein Brückenwärter seine Wohnung, es beherbergte auch Lager- und Diensträume für den benachbarten Güterhafen. Die neue Hansabrücke wurde 1910 eingeweiht.
Im Zweiten Weltkrieg wurde diese Brücke ebenso zerstört wie das gesamte umgebende Wohngebiet. Die als erstes instandgesetzten Rohrleitungen zur Versorgung der verbliebenen Gebäude dienten den Menschen als Notsteg. Zur Wiederinbetriebnahme des Wassertransportweges Spree ließ die Berliner Verwaltung die im Fluss befindlichen Hindernisse sprengen, wobei die erhaltenen Reste der Brücke mit Brückenhaus und Ladestraße nun so stark beschädigt wurden, dass sie 1950 abgetragen werden mussten. In den Jahren 1952/1953 konnte die Brücke unter Nutzung der vorhandenen Widerlager und Fundamente in vereinfachten Formen wieder aufgebaut werden. Die so entstandene dritte Hansabrücke ist ein reines Funktionsbauwerk mit einer Betonfahrbahnplatte auf acht nebeneinander liegenden Bogenträgern. Anfang der 1970er Jahre erfolgte eine umfassende Sanierung des Bauwerks, bei der Übergangskonstruktionen nachgerüstet, die Träger verstärkt und die Stahlbetonplatte neu abgedichtet wurden. Die Widerlager und Überführungen der ehemaligen Ladestraßen erhielten Sandsteinverkleidungen.

## Besonderheiten

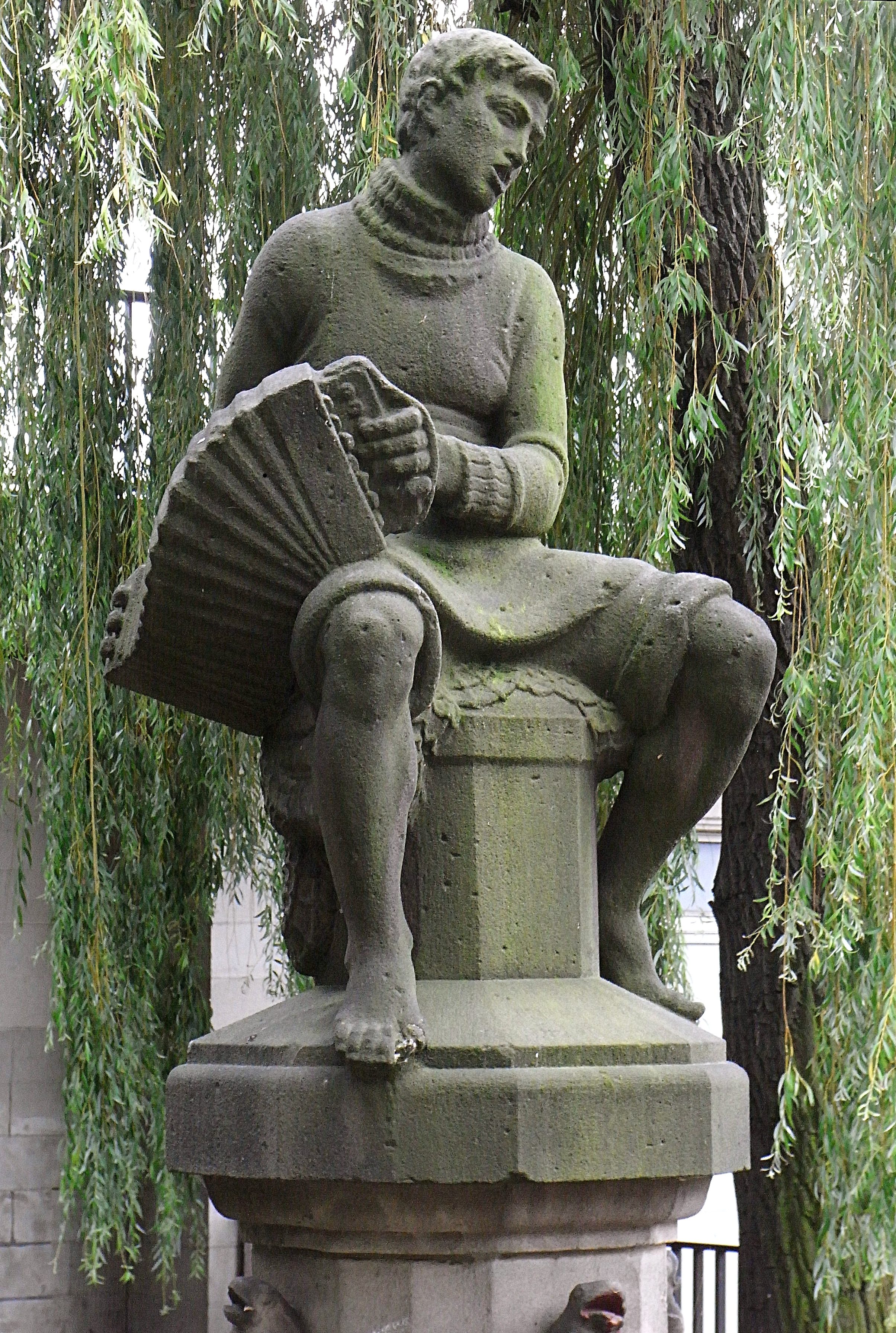
Schifferbrunnen an der Hansabrücke

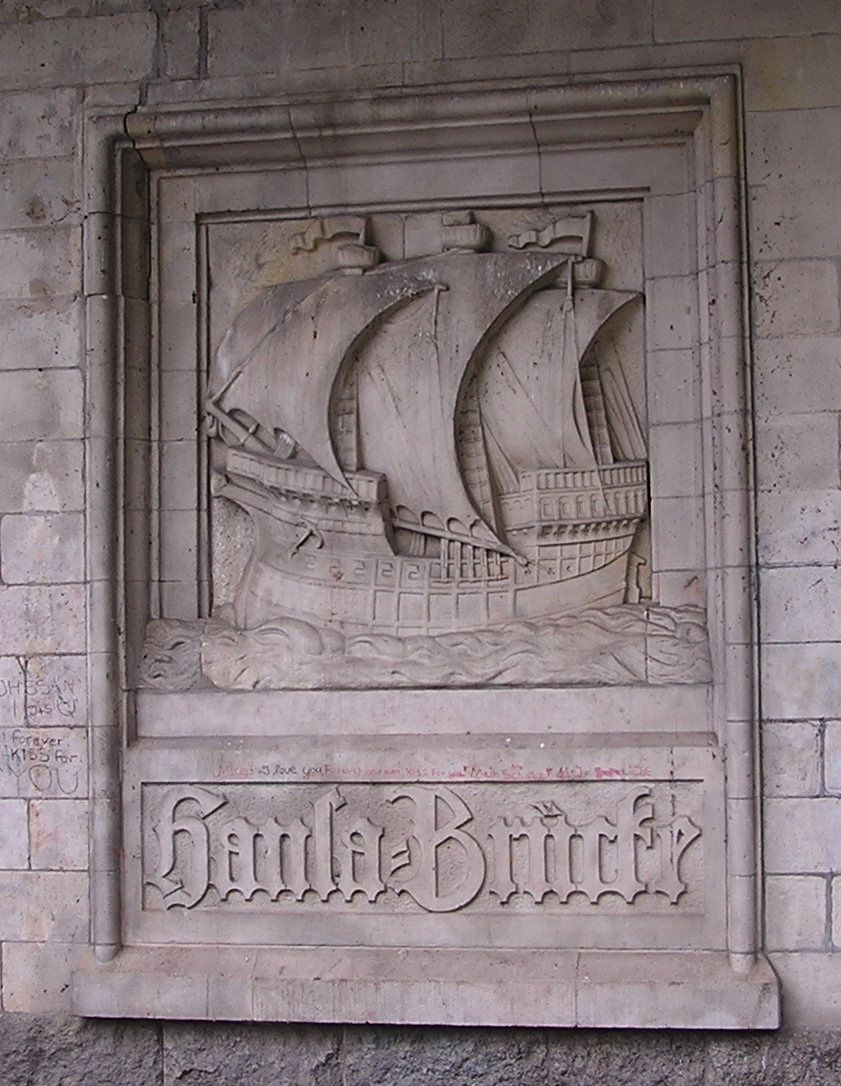
Das Relief Hansekogge vom früheren Brückenhaus

In dem Brückenpfeiler am nordwestlichen Ende befindet sich das Flachrelief einer Hansekogge, das früher über dem Eingang des Brückenhäuschens seinen Platz hatte. 1914 wurde an der Brücke ein von Hermann Hosaeus gestalteter Schifferbrunnen aufgestellt. Inmitten eines zwölfeckigen Beckens mit einem Durchmesser von 2,80 Metern erhebt sich eine Sandsteinsäule. Darauf sitzt ein Ziehharmonika spielender barfüßiger Schiffer. Die vier Frösche unterhalb der Füße waren die Wasserspeier. Seit einigen Jahren fließt kein Wasser mehr aus dem Brunnen, dafür ist das Becken bepflanzt. Die gesamte Brücke mit dem Schifferbrunnen am südöstlichen Ufer steht inzwischen unter Denkmalschutz.
Im Juli 2009 war die Hansabrücke Startpunkt für eine Bootsparty unter dem Motto Berlin Beats & Boats und East Port Festival.
Zahlreiche Reedereien haben ihre Liegeplätze oder Anlegestellen an der Hansabrücke. Fest verankert an der Hansabrücke befindet sich seit 2006 das neugebaute Caféschiff „Spree-Blick“ der Reederei Riedel, das auch als Bootshaus dient.

## Namensgleiche Brücken
- Im Hafenbereich von Hamburg führt eine Hansabrücke den Veddeldamm über die Zufahrt zum Saalehafen.[12]
- In Stettin gab es eine eiserne Fachwerk-Bogenbrücke mit dem Namen Hansabrücke, die um 1944 zerstört wurde.[13] Nach ihrem Neuaufbau heißt sie Langebrücke (Most Długi).
- In Herford gibt es die Hansabrücke, die als Korbbogenbrücke mit drei Gewölben die Hansastraße und die Gleise der Herforder Kleinbahnen[14] über den Fluss Werre am Zusammenfluss mit der Aa trug.[15] Diese Brücke stürzte 1946 durch Hochwasser ein und wurde nach dem Abbau der Bahnanlage neu errichtet. Ein Bild aus dem Jahr 2009 zeigt eine einfache Balkenbrücke an der gleichen Stelle, die nun die Hansastraße über den Fluss leitet, aber diesen Namen nicht mehr offiziell trägt.[16]
- Auf dem Gelände der Marineschule in Flensburg befindet sich eine weitere Hansabrücke.
- Im früheren ostpreußischen Libau gab es im Hafenbereich eine Eisenfachwerkbrücke mit oben liegenden Bögen, die als Hansa-Brücke bezeichnet wurde.[17]
- Aus zwei im Internet auffindbaren Fotos kann abgeleitet werden, dass im Ort Berghausen eine Hansabrücke über den Fluss Pfinz existiert.
- In der ehemaligen Grube Hansa im Senftenberger Kohlenrevier gab es eine – Hansabrücke genannte – Abraumbrücke.[18]